# Ketchapp
Ketchapp é uma publicadora francesa de videojogos para dispositivos móveis sediada em Paris com mais de 200 jogos publicados. Foi fundada em março de 2014 pelos irmãos Michel Morcos e Antoine Morcos.
O primeiro jogo inserido no mercado pela empresa foi Excalibur, lançado em 4 de fevereiro de 2014 para iOS, é um jogo de ação e aventura que obteve pouca popularidade, mas em 19 de março do mesmo ano, a empresa teve o seu primeiro sucesso viral, com o videojogo 2048 (jogo esse que é uma versão feita pela Ketchapp do videojogo de mesmo nome criado pelo desenvolvedor italiano Gabriele Cirulli) atingindo a posição número um em downloads no iPhone em 53 países.
Ketchapp tem uma má fama de tirar proveito de ideias de outras desenvolvedoras para fazer seus jogos. O já mencionado 2048 junto com Run Bird Run e Skyward foram criticados por serem vistos como cópias de outros jogos como Threes, Flappy Bird e Monument Valley respectivamente.
Os jogos da Ketchapp não requerem pagamento para jogá-los e ela os monetiza principalmente por meio de publicidade ou cobrando dos usuários a desativação dos anúncios.
Em setembro de 2016, a Ketchapp foi adquirida pela empresa também francesa, Ubisoft.